# Вандендале, Эрвин
Эрвин Вандендале (нидерл. Erwin Vandendaele; род. 5 марта 1945, Бельгия) — бельгийский футболист, наиболее известный по выступлениям на позиции полузащитника за «Брюгге» и сборную Бельгии. Лучший футболист года в Бельгии (1971).

## Биография

### Клубная карьера
Родился в Меце. В семье Ирмы Вандендале и немецкого солдата, погибшего во время Второй мировой войны. После войны переехал с матерью в Гавер, где его воспитывали бабушка и дедушка. В 9 лет, начал заниматься в местном одноимённом клубе. В середине 1960-х молодой нападающий перешёл в клуб «Брюгге» за 900 000 бельгийских франков (около 250 000 евро). Изначально получал мало игрового времени, в атаке играли Рауль Ламбер и Джони Тио, из-за этого тренер Ладислав Дюпала переквалифицировал его на позицию полузащитника.
В 1968 году выиграл свой первый трофей с клубом — Кубок Бельгии. Вандендале стал задействоваться на позиции атакующего защитника, что принесло ему награду «Золотая Бутса» по итогам сезона 1971/1972. Тем самым он повторил достижения Фернана Буна. В 1973 году «Брюгге» во второй раз в свое истории, стал чемпионом Бельгии. В 1974 году, присоединился к «Андерлехту», а после ухода Поля Ван Химста стал капитаном «Андерлехта». В 1975 году, вместе с командой стал обладателем Кубка Бельгии, а годом позже — Кубка обладателей кубков УЕФА.
После проигранного финала Кубка УЕФА 1976, 32-летний Вандендале перешёл во французский «Реймс». После неудачного сезона вернулся он в Бельгию и стал игроком «Гента», где и завершил профессиональную карьеру.

### Карьера в сборной
За национальную сборную дебютировал в проигранном товарищеском матче против Франции(1:2). Дебютным голом отличился во встрече против Люксембурга(1:0). Участник ЧМ-1970 И Евро-1972.

## Достижения

### Клубные
«Андерлехт»
- Кубок Бельгии: 1968, 1970, 1975, 1976
- Кубок обладателей кубков: 1975/1976[8]
- Амстердамский турнир: 1976
- Парижский футбольный турнир: 1977[9]
- Чемпионат Бельгии: 1972/1973

«Брюгге»
- Чемпионат Бельгии: 1972/73
- Кубок Бельгии: 1967/1968, 1969/1970

«Гент»
- Второй дивизион Бельгии: 1979/1980

### Личные
- Футболист года в Бельгии: 1971[10]

### Сборная
Бельгия
- Чемпионат Европы: 1972 (3-е место)[11]